# 大分県道38号坂ノ市中戸次線
大分県道38号坂ノ市中戸次線（おおいたけんどう38ごう さかのいちなかへつぎせん）は、大分県大分市を通る県道（主要地方道）である。

## 概要
大分市坂ノ市中央3丁目のJR九州日豊本線 坂ノ市駅南側から大分市大字中戸次に至る。大分市東部と大分市南部とを南北に接続する路線であり、東九州自動車道 大分宮河内ICへのアクセス道でもある。中戸次寄りの大野川右岸の部分には、かつて豊後と日向を結んだ日向街道の名が残る。

### 路線データ
- 起点：大分県大分市坂ノ市中央3丁目（国道197号交点、大分県道504号坂ノ市停車場線終点）
- 終点：大分県大分市大字中戸次（中村交差点、国道10号交点）

## 歴史
- 1993年（平成5年）5月11日 - 建設省から、県道坂ノ市中戸次線が坂ノ市中戸次線として主要地方道に指定される[1]。

## 路線状況

### 重複区間
- 大分県道21号大分臼杵線（大分市大字宮河内・川添橋東交差点 - 大分市大字宮河内・金谷交差点）

## 地理

### 通過する自治体
- 大分市

### 交差する道路
| 交差する道路                                                | 交差する場所    | 交差する場所           |
| ----------------------------------------------------------- | --------------- | ---------------------- |
| 国道197号 国道217号 重複 大分県道504号坂ノ市停車場線        | 坂ノ市中央3丁目 | 起点                   |
| 大分県道205号臼杵坂ノ市線                                   | 坂ノ市南2丁目   |                        |
| 国道197号                                                   | 大字久土        |                        |
| 大分県道38号坂ノ市中戸次線 / 旧道                           | 大字丹川        |                        |
| 大分県道21号大分臼杵線 重複区間起点 大分県道614号川添志村線 | 大字宮河内      | 川添橋東交差点         |
| 大分県道21号大分臼杵線 重複区間終点                         | 大字宮河内      | 金谷交差点             |
| 大分県道38号坂ノ市中戸次線 / 別線                           | 大字宮河内      | 宮河内迫交差点         |
| 大分県道206号臼杵大南線                                     | 大字中戸次      | 佐柳橋西交差点         |
| 国道10号 国道57号 重複                                      | 大字中戸次      | 中村交差点 / 終点      |
| 旧道                                                        |                 |                        |
| 大分県道38号坂ノ市中戸次線 / 現道                           | 大字丹川        |                        |
| 国道197号                                                   | 大字丹川        | 延命寺ランプ入口交差点 |
| 国道197号                                                   | 大字丹川        | 延命寺ランプ出口交差点 |
| 大分県道21号大分臼杵線                                      | 大字丹川        |                        |

### 沿線
- JR九州日豊本線 坂ノ市駅
- 大分市立坂ノ市小学校
- 大分市立坂ノ市中学校
- 大分市立小佐井小学校
- 大分県立大分東高等学校
- 大分市立丹生小学校
- 大分市立戸次小学校
- 大分市立戸次中学校